# Feldhockey-Afrikameisterschaft der Damen 2013
Die Feldhockey-Afrikameisterschaft der Damen 2013 war die sechste Austragung der Kontinentalmeisterschaft und fand vom 18. bis zum 23. November 2013 in Nairobi (Kenia) zeitgleich mit der Afrikameisterschaft der Herren statt. Ursprünglich sollte die Meisterschaft vom 26. September bis zum 5. Oktober ausgetragen werden, wurde allerdings aufgrund des Überfalls auf das Westgate-Einkaufszentrum verschoben. Das Turnier mit vier teilnehmenden Mannschaften gewann Südafrika vor Ghana, Gastgeber Kenia und Tansania.
Durch den Erfolg qualifizierte sich Südafrika für die Weltmeisterschaft 2014.

## Ergebnisse
Die Hauptrunde der Afrikameisterschaft fand als einfaches Rundenturnier (Jeder gegen Jeden) statt.
| Pl. | Land      | Sp. | S | U | N | Tore    | Diff. | Punkte |
| --- | --------- | --- | - | - | - | ------- | ----- | ------ |
| 1.  | Südafrika | 3   | 2 | 1 | 0 | 029:200 | +27   | 07     |
| 2.  | Ghana     | 3   | 2 | 1 | 0 | 022:300 | +19   | 07     |
| 3.  | Kenia     | 3   | 1 | 0 | 2 | 016:700 | +9    | 03     |
| 4.  | Tansania  | 3   | 0 | 0 | 3 | 001:560 | −55   | 0      |

|           | Sudafrika | Ghana | Kenia | Tansania |
| --------- | --------- | ----- | ----- | -------- |
| Sudafrika | —         | 1:1   | 3:1   | 25:0     |
| Ghana     |           | —     | 3:2   | 18:0     |
| Kenia     |           |       | —     | 13:1     |
| Tansania  |           |       |       | —        |

Die Platzierungsspiele wurden am 22. und 23. November 2013 ausgetragen.

|  | Finale |           |   |
|  |        |           |   |
|  |        |           |   |
|  | 1      | Südafrika | 3 |
|  | 2      | Ghana     | 2 |

|  | Spiel um Platz 3 |          |    |
|  |                  |          |    |
|  |                  |          |    |
|  | 3                | Kenia    | 11 |
|  | 4                | Tansania | 0  |